# (13008) 1984 SE6
(13008) 1984 SE6 là một tiểu hành tinh vành đai chính. Nó được phát hiện bởi Henri Debehogne ở Đài thiên văn La Silla ở Chile ngày 22 tháng 9 năm 1984.